# Želva
Želva (ryska: Жялва) är en ort i Litauen. Den ligger i den centrala delen av landet, 60 km norr om huvudstaden Vilnius. Želva ligger 140 meter över havet och antalet invånare är 516.
Terrängen runt Želva är platt. Runt Želva är det ganska glesbefolkat, med 30 invånare per kvadratkilometer. Närmaste större samhälle är Giedraičiai, 18,5 km sydost om Želva. Omgivningarna runt Želva är en mosaik av jordbruksmark och naturlig växtlighet.